# Liolaemus silvai
La lagartija de Silva (Liolaemus silvai) es una especie de lagarto de la familia Liolaemidae. La especie es endémica de Chile, con presencia observada en la ecorregión del matorral chileno.

## Etimología
El nombre específico, silvai, es en honor al zoólogo chileno Francisco Silva G., quien es profesor de la Universidad de Concepción.

## Hábitat
El hábitat natural preferido de L. silvai son los matorrales, en altitudes de 140 a 150 metros sobre el nivel del mar. Se ha registrado en costas, valles y sectores precordilleranos de las regiones de Atacama y Coquimbo, en el norte chico de Chile.

## Apariencia
Es una lagartija de tamaño mediano de color grisáceo blanquecino con algunas escamas negras y la garganta fuertemente reticulada de negro.
Se han observado L. silvai de dos coloraciones principales, naranja y amarillo. Específicamente, los individuos de la especie suelen tener una coloración ventral naranja o amarilla y una coloración dorsal negra sin correlación con el sexo.

## Reproducción
L. silvai es ovípara. Se supone que el período de plena actividad reproductiva sería en el mes de octubre, que las hembras alcanzan la madurez sexual a una talla de 50 mm de longitud hocico-cloaca y los machos a partir de los 55 mm de longitud hocico-cloaca, aproximadamente.